# Isaac Vitré
Isaac Vitrè (Orléans, 23 maggio 1931) è un ciclista su strada francese.

## Carriera
Professionista dal 1954 al 1959, ha vinto il Grand Prix de Plouay nel 1957.

## Palmarès

### Strada
- 1957

1a tappa Tour de L'Aude
Bretagne Classic Ouest-France